# Heer der vliegen
Heer der vliegen (veelal aangehaald met de oorspronkelijke Engelse titel Lord of the Flies) is een roman van de Britse schrijver William Golding, verschenen in 1954. Het was Goldings debuutroman. Hij schreef het verhaal – waarvan de titel verwijst naar de duivel Beëlzebub – naar aanleiding van de gruwelen die hij had meegemaakt tijdens de Tweede Wereldoorlog.

## Plot
Het boek vertelt over een groep Engelse schooljongens die met een vliegtuig zouden zijn neergestort op een onbewoond eiland. De twee protagonisten, Ralph en de mollige nerd Piggy, vinden een schelp. Binnen de groep wordt deze schelp aanvaard als machtssymbool: wie haar vasthoudt, heeft het recht te spreken. De jongens beseffen dat om te overleven een goede organisatie noodzakelijk is. Er wordt een leider gekozen: Ralph. Niet iedereen staat hierachter, zoals de roodharige Jack, die met enkele anderen een groep jagers vormt om in voedsel te voorzien.
Naarmate de tijd vordert, komt de orde op het eiland in verval. Bovendien ontwikkelen veel jongens paranoia. Hier zit het denkbeeldige beest achter, een idee dat alleen maar versterkt wordt als 's nachts het lichaam van een in zijn parachute verstrengelde piloot wordt gevonden dat aan een boom op het eiland hangt en als monster aangezien wordt. Jack, die meer macht wil ten koste van Ralph, buit dit ten volle uit door de andere jongens te beloven dat hij het beest zal doden. Er ontstaan twee verschillende stammen: die van Ralph en zijn volgers, die voor orde en democratie staan, en die van Jack en de meeste oudere jongens, die zich vooral focussen op jacht. De leden van de tweede groep gedragen zich almaar barbaarser: ze verven hun gezicht en vervallen in rituele dansen en zangen.
Op een dag plaatsen Jack en zijn volgers de kop van een wild varken op een staak in het woud. Simon, een afzonderlijke jongen met epilepsie, doopt deze de Heer der Vliegen. Later, als hij het lichaam van de piloot vindt, beseft hij dat het beest denkbeeldig is. Hij haast zich naar de anderen, die net een rituele dans uitvoeren. Ze zien hem ten onrechte als het beest en vermoorden hem.
Jack beslist dat niet langer de schelp, maar de bril van Piggy het symbool van macht is, aangezien die hun enige manier is om vuur te maken. Hij en zijn volgers overvallen het kamp van Ralph en stelen de bril. Als Ralph met zijn enige volgers - Piggy en de tweelingbroers Sam en Eric - de bril terug wil eisen, komt het tot een confrontatie. Sam en Eric worden vastgebonden, Ralph en Jack beginnen een gevecht, en de algemeen bespotte en gehate Piggy wordt, samen met de schelp, door de sadistische Roger verpletterd met een rotsblok. Ralph kan ontkomen, maar Sam en Eric worden door Roger gemarteld tot ze toetreden tot Jacks stam.
Wat later geeft Jack het bevel Ralph te vermoorden. Het komt tot een heuse klopjacht. Ralph probeert wanhopig zijn achtervolgers voor te blijven, die alles op alles zetten en zelfs een groot deel van het woud op het eiland laten afbranden. Ralph struikelt en komt ten val op het strand. Als hij opkijkt ziet hij een volwassen man in uniform: een Britse officier die met zijn schip koers zette naar het eiland om het vuur te onderzoeken. De jongens die Ralph achtervolgden beseffen weer dat ze kinderen zijn en huilen. De officier betreurt hoe de kinderen in wilden veranderden en dergelijke wreedheden begingen, alvorens naar zijn eigen oorlogsschip te staren.

## Achtergronden
Golding vertelt door een combinatie van fantasie en psychologische scherpzinnigheid. Het is fictie en er is wetenschappelijk geen bewijs dat dit ook in het echt zo zou gaan. Sterker nog, er bestaat een echte casus over jongens die gestrand zijn op een eiland, waarbij zij een commune oprichten en alles vrediger verloopt.
De roman wordt ook wel als een dystopie beschouwd. In plaats van een optimistisch beeld van een perfecte wereld zoals in een utopie geschetst wordt, schept Golding een pessimistisch beeld van een onvolmaakte wereld.
Het verhaal is ook een herziening van de 'onbewoond eiland'-mythe die begon bij Robinson Crusoe. Het lijkt zeer sterk op een verhaal van Jules Verne, Twee jaar vakantie.

## Receptie
De roman sloeg niet onmiddellijk aan bij het grote publiek, maar werd later alsnog een bestseller. Het tijdschrift TIME nam Lord of the Flies begin 21e eeuw op in de top-100 van beste Engelstalige romans sinds 1923. In 2003 belandde de roman op plaats 70 in The Big Read.
Er kwamen echter niet alleen maar positieve reacties. Omstreeks 1974 werd het boek op sommige scholen in de Verenigde Staten en Canada verboden. In 1999 werd de roman door de  American Library Association op de 68e plek geplaatst in de lijst van 100 Most Frequently Challenged Books van de 20e eeuw.
Rutger Bregman bekritiseert het boek omdat het volgens hem niet realistisch is. In een echte situatie waar kinderen alleen op een onbewoond eiland belandden, bleken ze zich niet als beesten te gedragen maar goed samen te werken. Bregman heeft zelf onderzoek gedaan en bespreekt zijn bevindingen als onderdeel van zijn boek De meeste mensen deugen, waarin hij schrijft over wat volgens hem de ware aard is van de mens. In tegenstelling tot wat Golding beweert, denkt Bregman dat die veel positiever is dan vaak wordt geloofd, wat evengoed op kritiek kan rekenen, immers de meeste mensen deugen, maar niet deugen kunnen ze allemaal.

## Verfilmingen en beeldverhalen
Het boek werd twee keer verfilmd, in 1963 door Peter Brook en in 1990 door Harry Hook. In 2024 werd het boek in een stripvorm uitgebracht, getekend door Aimée de Jongh. 